# (225239) Ruthproell
(225239) Ruthproell est un astéroïde de la ceinture principale.

## Description
(225239) Ruthproell est un astéroïde de la ceinture principale. Il fut découvert le 19 août 2009 à Wildberg par Rolf Apitzsch. Il présente une orbite caractérisée par un demi-grand axe de 2,77 UA, une excentricité de 0,04 et une inclinaison de 6,0° par rapport à l'écliptique.

## Compléments